# セボルガ公国

セボルガ公国
Principato di Seborga
Prinçipatu de A Seborca

国の標語 : Sub umbra sedi
（ラテン語 : 影の下に座る）国歌 : ラ・スペランツァ
セボルガ公国の位置
北緯43度49分35秒 東経7度41分40秒 / 北緯43.82639度 東経7.69444度

セボルガ公国（セボルガこうこく、イタリア語: Principato di Seborga、リグリア語:Prinçipatu de A Seborca）は、イタリア北西部のセボルガにある自称独立国（ミクロネーション）。人口は約320人。

## 概要
音楽祭で有名なサンレーモから西北西へ約7キロメートル、モナコから東北東へ約24キロメートル、ジェノヴァから西南へ約118キロメートルの距離に位置する。地中海に面したボルディゲーラから北東へ6キロメートルほど入った山間、標高約517メートルのところに所在する。
中世に独自の公国であった由緒と、現在のイタリア共和国につながる国家への編入過程が明確ではないという主張から、1963年にイタリア共和国からの「独立」を宣言した。ただし、諸外国の承認は全く受けておらず、またイタリア共和国政府との間で問題は発生していない。イタリア共和国政府はリグーリア州インペリア県内の一自治体、セボルガと見なしており、また実態としてもそうである。
主要な産業は農業と観光業。「独立」の効果でセボルガは知られるようになり、イタリアの内外からの観光客を引き寄せている。

## 歴史

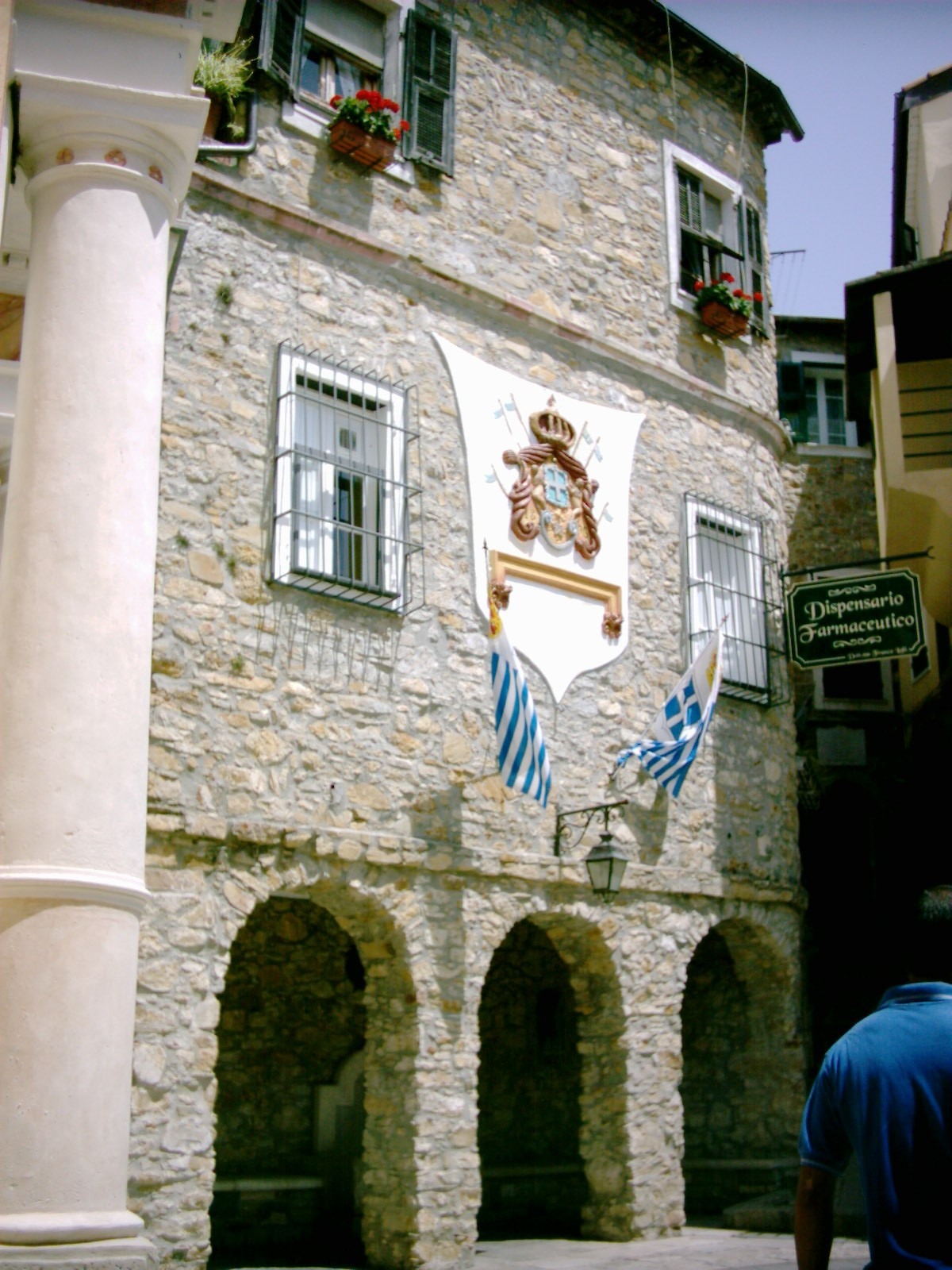
「公爵の宮殿」

### セボルガ公国時代の歴史
中世、現在のセボルガ一帯はヴェンティミーリア伯の領地であった（ヴェンティミーリアはボルディゲーラの約4km西に位置する）。954年、レリノ（レランス島、現フランス領）にベネディクト会のレリーノ修道院が設立されると、ヴェンティミーリア伯は、セボルガ一帯をレリノ修道院に寄進した。これにより、セボルガ一帯は独自の領域となった。1079年、セボルガの領主であるレリーノ修道院は、神聖ローマ帝国から公爵に叙せられた。これにより、セボルガは公爵の身分を持つ修道院長領となるセボルガ修道院領 は、11世紀末から12世紀初頭にかけ、ベネディクト会の改革運動の中からシトー会が結成された。1118年、シトー会の指導者であったクレルヴォーのベルナルドゥス（テンプル騎士団の創設にも関わった人物として知られる）の活動によって、セボルガはシトー会の所有となった。以後約600年にわたって、セボルガはシトー会が治めるところとなった。
1729年1月20日、セボルガはサルデーニャ王であるサヴォア家のヴィットーリオ・アメデーオ2世によって購入された。1748年のアーヘンの和約で、セボルガはジェノヴァ共和国に譲渡されたが、ナポレオン戦争後の1814年のウィーン会議によってジェノヴァ共和国はサルデーニャ王国に併合され、1861年にサルデーニャ王国を母体としてイタリア王国が建国される。

### 独立主張までの経緯

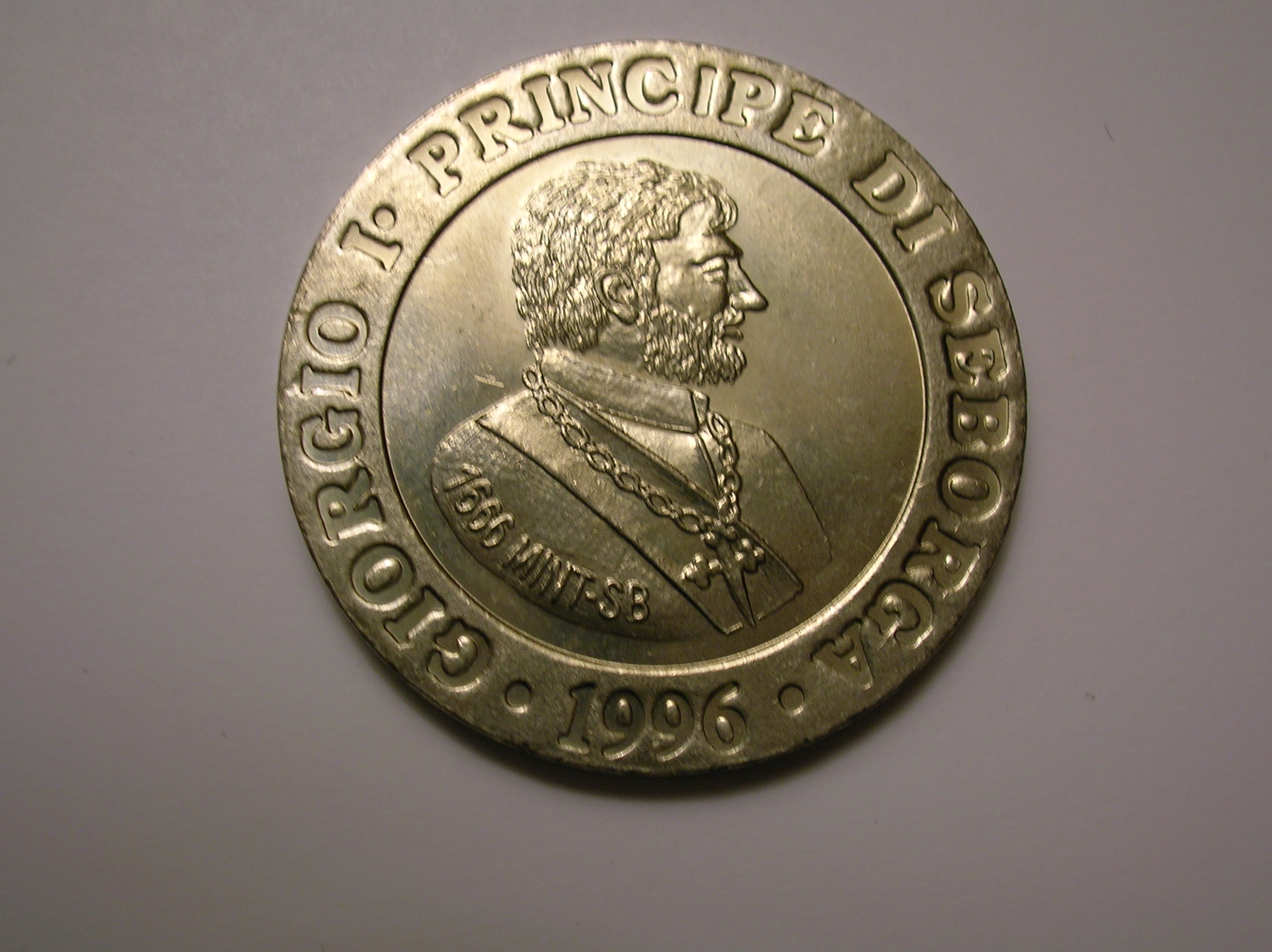
1996年に発行された「セボルガ公国」の硬貨。ジョルジョ1世の肖像が刻まれている。

1960年代初頭、セボルガの花卉生産者協同組合長ジョルジョ・カルボーネは、セボルガが歴史上公国として持っていた独立を回復するべきだと主張するようになり、このことは次第に住民に受け入れられるようになった。1963年、住民はジョルジョ・カルボーネを元首として選出し、「独立」が宣言され、ジョルジョ・カルボーネはセボルガ公ジョルジョ1世として「即位」した。地元では、貴殿の愛称で呼ばれ（これは、君主や王族の高い地位に敬意を払う称号の殿下のもじりである）、マスコミにもこの「敬称」が知られた。以来、ジョルジョ1世は2009年に死去するまで「セボルガ公」の地位に在った。1995年、「公国」の憲法が住民投票で採択された（賛成304、反対4）。
しかしこれはセボルガが公国としての地位を持っていることを意味しない。何人かはこの主張を一種の民間伝承だと考えているし、イタリア政府はセボルガをイタリア領とみなしている。

### ジョルジョ1世の死去
2009年11月25日、ジョルジョ1世が73歳で死去。ジョルジョ1世は生涯独身であったため後継者はなく、同年12月1日よりアルベルト・ロマーノが摂政として君主の地位を代行した。
2010年4月、31歳の実業家（靴下会社の跡継ぎである）マルチェッロ・メネガットが住民多数の支持を受けて「元首」に選出され、「マルチェッロ1世」となった。マルチェッロは、ジョルジョ1世の用いていた称号を引き継ぎその偉大なるマルチェッロ1世と名乗ったと報じられた。ただし、「公国」の公式サイトでは、ジョルジョ1世ともども一般的な殿下が用いられている。「ジョルジョ2世」とも「ナイロンの王様」ともあだ名されているマルチェッロは、新しいホテルの建設や観光業の振興、雇用の創出を掲げている。
マルチェッロ1世は2017年4月の投票を経て再び公爵に選出されたものの、2019年4月12日に「自身及び家族の事情」により退位の意向を表明、同年11月までに行われる予定の投票で選出される次期公爵が即位するまで暫定的に公爵の地位に留まるという。

## 「公国」の地位
1729年1月20日、セボルガはサルデーニャ王ヴィットーリオ・アメデーオ2世によって購入されたが、セボルガの「独立」を主張する人々は、この売却によってセボルガが独自の公爵領（公国）という地位を失っていないと主張する。1814年のサルデーニャ王国によるジェノヴァ共和国編入（ウィーン会議）、1861年のイタリア王国建国（イタリア王国統一法）、1946年のイタリア共和国発足のいずれの時点においても、「セボルガ公爵領（セボルガ公国）」について特段の言及はされてはおらず、セボルガはイタリア共和国の一部ではなく依然「独立の領域」であるという論の根拠とされている。
イタリア共和国政府とセボルガとの間には何らの緊張もない。イタリア共和国のすべての公的サービス（法、医療、通信、学校教育など）は、イタリアの他の地域同様に供給されている。セボルガの住民はイタリア共和国国民としての政治的権利を行使しており（たとえば2001年のイタリア共和国上院選挙でのセボルガでの投票率は、84.21%であった）、地方税と（イタリア共和国の）国税を納入している。

## ギャラリー

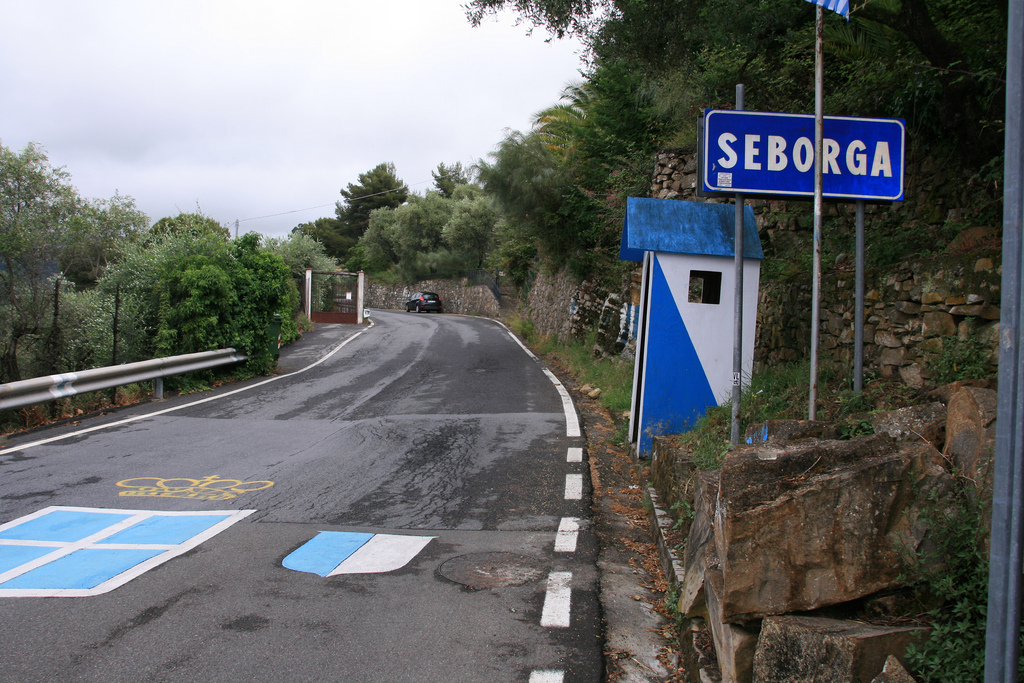
セボルガの「国境」
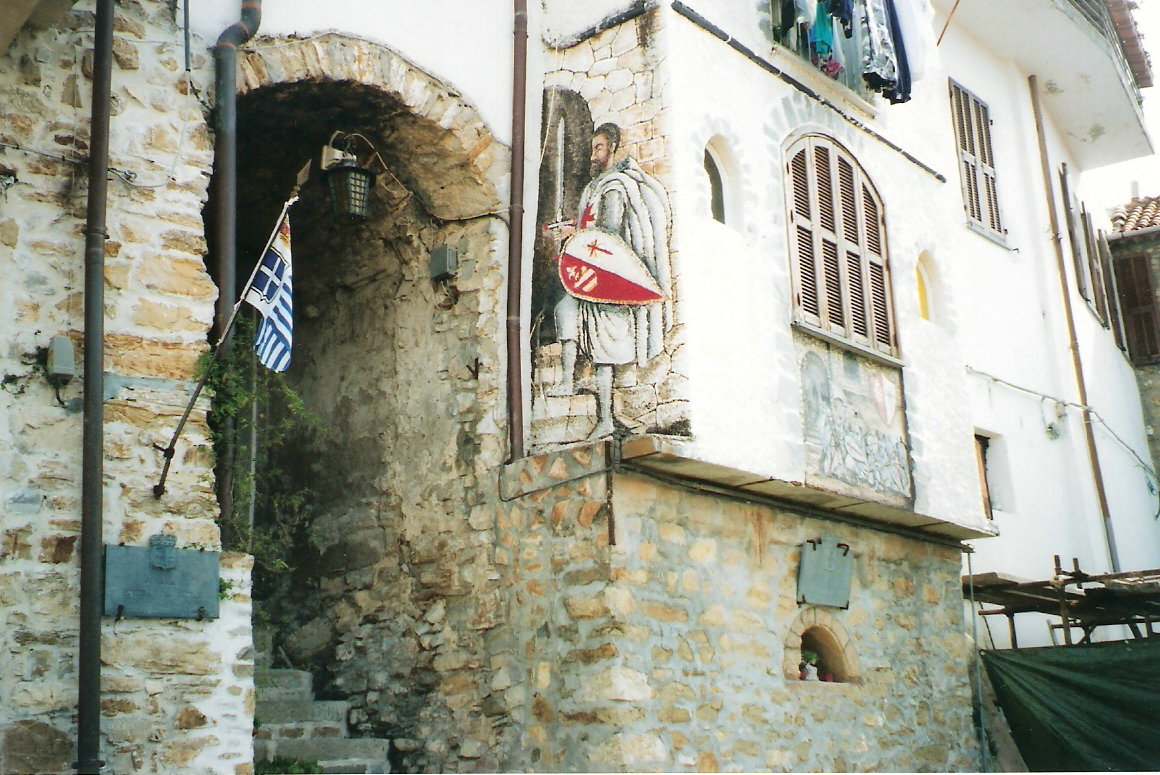
古い街角にたたずむ騎士の看板
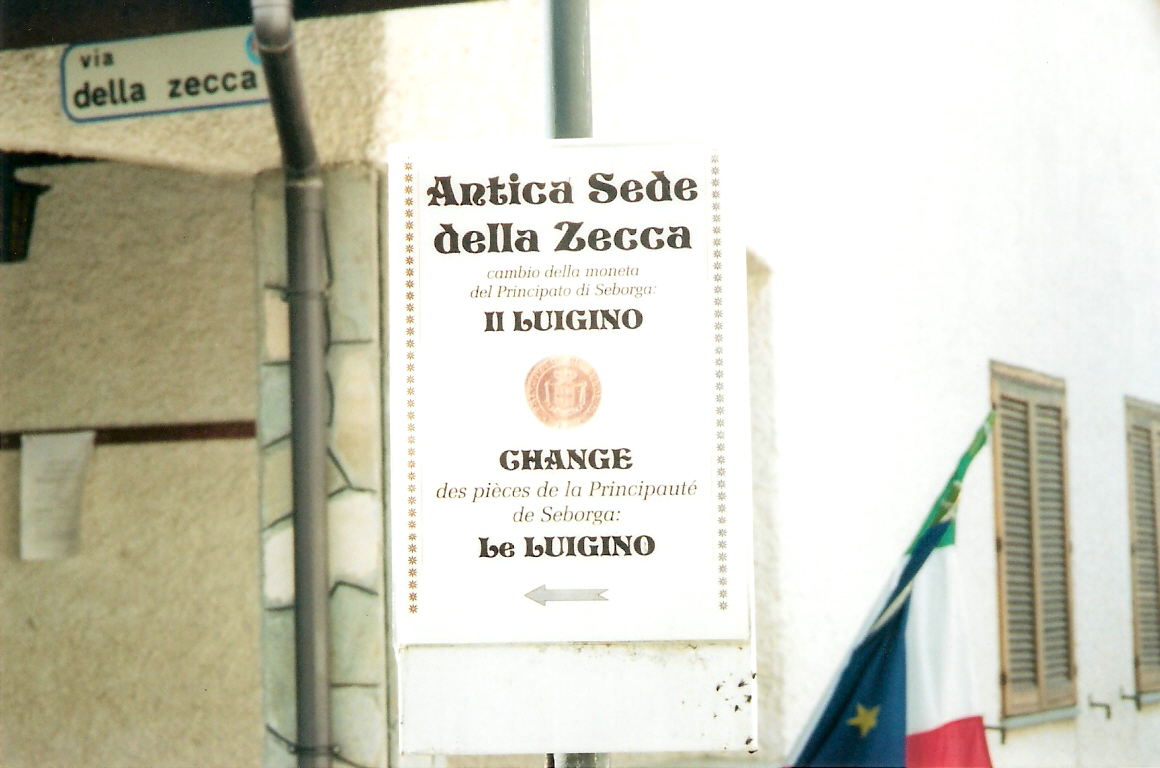
「公国」の通貨「セボルガ・ルイジーノ」への両替窓口